# Arne Gustafsson (fotbollsspelare)
Knut Gustaf Arne Gustafsson, född 4 februari 1914 i Göteborgs Karl Johans församling, död 4 december 2004 i Lysekil, var en svensk fotbollsspelare (vänsterback) som representerade Gais mellan 1936 och 1945 och sammanlagt spelade 93 seriematcher (1 mål) för klubben. Hans bror, Rolf Gustafsson, spelade också för Gais.

## Biografi
Gustafsson kom till Gais från kvartersklubben Bagaregårdens IK 1936. Han debuterade i allsvenskan säsongen 1936/1937, men gjorde då bara en enda match, och stod sedan utanför truppen hela nästa säsong, då Gais för första gången åkte ur allsvenskan. Därefter spelade han bara en match i division II västra 1938/1939 och fem matcher 1939/1940 innan han blev ordinarie säsongen därpå och var med och spelade upp klubben i allsvenskan igen.
Säsongen 1941/1942 deltog Gustafsson i alla Gais matcher i allsvenskan när nykomlingen sensationellt slutade tvåa och tog det stora silvret. Han var även med och vann svenska cupen 1942. Sommaren 1942 togs han ut i pressens lag för ett möte med svenska landslaget, tillsammans med tre andra gaisare: Sixten "Tjärpapp" Rosenqvist, Sven "Jack" Jacobsson och Göte "Knubben" Sjösten. Det spekulerades sedan om huruvida han skulle ta en plats i det "riktiga" landslaget, men så blev aldrig fallet. I november 1942 bröt han dessutom vänsterbenet i en match mot Malmö FF och blev borta hela vårsäsongen. Han kom dock tillbaka till säsongen 1943/1944, och var sedan åter ordinarie tills han slutade i Gais efter säsongen 1944/1945.